# Josef Kuchař
Josef Kuchař (2. června 1901 Praha – 13. září 1995) byl československý fotbalista, záložník, reprezentant Československa.

## Fotbalová kariéra
Začínal v Unionu Žižkov. Ve dvacátých letech nastupoval na pravém kraji skvělé záložní řady Kuchař - Carvan - Mika, kterou Židenicím záviděla celá fotbalová Praha.
Za československou reprezentaci odehrál 28. 9. 1924 přátelské utkání s Jugoslávií, které skončilo výhrou 2-0. Do listiny střelců se nezapsal. Hrál za Slávii Praha a SK Židenice.
V roce 1925 přestoupil do pražské Slavie, kde však odehrál v nejvyšší soutěži pouze 5 zápasů. Po těžké havárii na motocyklu byl nucen odejít z velkého fotbalu.

## Ligová bilance
| Ročník                                       | Zápasy | Góly | Klub            |
| -------------------------------------------- | ------ | ---- | --------------- |
| Středočeská 1. liga 1925/26                  | 5      | 0    | SK Slavia Praha |
| Kvalifikační soutěž Středočeské 1. ligy 1927 | -      | -    | SK Slavia Praha |
| CELKEM 1. liga                               | -      | -    |                 |